# Eulithis molliculata
Eulithis molliculata là một loài bướm đêm trong họ Geometridae.